# Когамшил
Когамши́л (каз. Қоғамшыл) — село у складі Жамбильського району Алматинської області Казахстану. Входить до складу Шиєнського сільського округу.
Населення — 279 осіб (2021; 271 у 2009, 258 у 1999, 205 у 1989).